# なだしお事件
なだしお事件（なだしおじけん）は、1988年（昭和63年）7月23日に海上自衛隊潜水艦と遊漁船が衝突し、遊漁船が沈没した海難事故である。海難審判での事件名は潜水艦なだしお遊漁船第一富士丸衝突事件。

## 概要
- 発生地点 - 横須賀港東部海域　北緯35度18分24秒 東経139度42分41秒 / 北緯35.30667度 東経139.71139度
- 発生時刻 - 1988年（昭和63年）7月23日午後3時38分

1988年（昭和63年）7月23日、横須賀港北防波堤灯台東約3km沖において、訓練を終えて基地へ帰投途中であった海上自衛隊第2潜水隊群第2潜水隊所属のゆうしお型潜水艦「なだしお」（排水量2250トン、乗員74名）と新島に向かう遊漁船「第一富士丸」（154総トン、全長28.5m、定員44名）が衝突し、「第一富士丸」が沈没。「第一富士丸」の乗客39・乗員9（定員超過）のうち30名が死亡し、17名が重軽傷を負った。死者のうち、28名は沈没した船体の中から、1名は現場付近の海中から遺体で発見された。残りの1名は救助後、病院で死亡。
事故発生時の救助・通報の遅れに対する批判や自衛隊艦船らの平素からの海上交通ルールを無視した危険･横暴な運航姿勢、海上自衛隊側が艦長を直ちに海上保安庁の調査に応じさせないことで口裏合わせをしていたのではないかとの疑惑、艦長らが衝突時の航海日誌（自衛隊艦船では航泊日誌と呼ぶ）を事件後に書直させていたことが発覚したこと、「なだしお」の軍事機密とされる旋回性能の検証開示を行わせたこと、タカ派･保守派を自認していた一部評論家らが軍艦優先が国際常識との自衛隊擁護論を展開したもののその虚偽がじきに明らかになったことでも話題となった。この事件によって当時防衛庁長官であった瓦力（自民党政治家：当時宮沢派）が引責辞任した。
1992年（平成4年）に、横浜地裁がなだしおに事故の主因があるが第一富士丸の過失も圧倒的に小さいと言えるものではないとして、なだしお・第一富士丸双方の責任者に有罪判決を下し、確定している。

## 経緯

### 事故発生
「なだしお」は、7月23日午前7時に在日米軍横須賀海軍施設を出港。伊豆大島北東沖での自衛艦隊展示訓練を終え、午後00時33分頃に海上自衛隊横須賀基地へ帰投を開始した。（展示訓練とは、日ごろ自衛官募集に協力してくれる民間人を招待して行う訓練で、このときは護衛艦2隻、潜水艦2隻、航空機12機が参加し、それら民間人、防大生、防衛庁職員3千人が護衛艦に乗組む形で行われていた。）午後2時30分頃に当直員の交代が行われ、艦長Xも艦橋に昇橋していた。「なだしお」の乗組員は艦長Xを含め73名、これに第2潜水隊司令Tを加えた計74名が乗艦していた。
浦賀水道は海上交通安全法上の指定航路で、中央で仕切って一方通行になっているため、横須賀基地に入港する自衛艦・米軍艦は東側を北上した後に西側の南下通路を横切って入港するが、民間船の朝夕のラッシュと艦艇側の帰投時刻がぶつかることで危険が発生すること、民間船には海路を熟知した水先案内人が付くのに対し艦艇側は独自に対応しているだけであること、艦隊が隊列を組んだ時とくに司令官を乗せた先頭艦が航路を横切ると後続艦が「遅れてはならじ」と次々に追いかける軍艦特有の習性があること、さらには本来の海上交通のルールでは軍艦も民間船も同等であるが民間船を下に見て自身らに譲るのが当然といわんばかりの危険･横暴な航行をしていたことが指摘されている。また、複数の艦長経験者の話からは、浮上航行する場合でも潜水艦は艦体の大部分が沈んでいて、大型船と衝突すれば乗り上げられて潜水艦のほうがほぼ沈没するため、大型船相手にはルールに沿って回避行動を訓練等で徹底しているが、小型船軽視の体質が海自にあった可能性も声が上がっている。
「第一富士丸」は午後2時15分に横浜港鈴繁埠頭を出発し、新島へ向かっていた。船長Yは長らく海外で船長を務め、暫く前に日本に戻って来て仕事を再開、当時雇われていた富士商事有限会社には5月に雇用され試験乗船し6月から本格的に乗務を始めていたばかりであった為、同地で自衛艦が民間船は譲るのが当然とばかりの航行を押通すことが罷り通っている現状を知らなかったのではないかとの説も強く流れた。実際には、船長Yは浦賀水道ではそのような現状であることを知っていて寧ろやむを得ずいつも通り譲る形で減速（本来は海上衝突予防法の速度維持義務に反する）してやり過ごそうとし、また現実に「なだしお」のほうが回避義務のある非動力船のヨットに譲らせたのを見てそうなると思っていたところ、直前になって右転してきたことに驚いて「バカヤロー」と叫んだことをマスコミの取材に述べている。
同船の所属していた富士商事有限会社は赤字経営で従業員への給料遅配が続いており、船長Yは1か月前に船長に就任したが、会社に誘ってくれた商船高専の先輩の退職を機に辞職を申し出て遅配の給料を受け取るために会社に行ったところ、突然、予定になかったこの乗務を依頼され、この航海を最後に同船を降りる意向で操船していた。
また、潜水艦艦長は事故後、相手釣船がよけると思ったことを供述している。
- 午後3時35分 - 「なだしお」が右前方に「第一富士丸」を確認。
- 午後3時36分 - 「なだしお」が左前方にヨットAを確認し、機関停止。
- 午後3時37分 - 「なだしお」が衝突回避のため右転を行うが、間に合わず。
  - 同時刻 - 「第一富士丸」は、「なだしお」の発した汽笛信号「短一声 <本船右に回頭しつつある>」を解せず、もしくは気づかず進路変更・減速せず←ただし、この「なだしお」が汽笛信号の発したということは後の地裁判決でも認定はされているものの、専らなだしお側の鳴らしたとする主張によるもので、疑念が残る。詳しくはその他の問題を参照。
- 衝突直前 - 「第一富士丸」が左転。
  - このとき「第一富士丸」関係者らは両船の距離を100 m前後としている。また、船長はこれを潜水艦の後尾にまわりこむため乃至横転する船腹を避け被害の少なくなる正面衝突にするためだったと説明あるいは発言が行われている[9]。
- 午後3時38分 - 「なだしお」と「第一富士丸」が衝突。
- 衝突後すぐ - 溺者救助の発令。
- 午後3時40分 - 「第一富士丸」が沈没。
- 午後3時40分頃 -「なだしお」は付近にいた護衛艦「ちとせ」や潜水艦「せとしお」へ救助要請。ただし、遭難信号は出さず。またこの頃、艦隊司令部が置かれていた護衛艦「くらま」に事故発生が伝えられる[10]。
- 午後3時50分 - 横須賀の自衛艦隊司令部から、防衛庁の海上幕僚監部オペレーションルームに電話で事故の第一報。
- 午後3時59分 - 海自横須賀地方総監部から横須賀海上保安部へ事故発生の連絡と救難要請。
- 午後4時5分 - 東京、千葉、横浜、川崎の各海上保安部に「持てる船を全て出して横須賀沖に向かえ」との連絡が入る
- 午後4時20分 - 海上保安庁巡視艇「はかぜ」が事故現場に到着。その後、タンカーとヨットが救助した16人を引き取る。

「なだしお」はスクリューを後進したため数百メートル後退したが、十数分後に現場へ戻ると、「第一富士丸」の右側に近づきゴムボートや命綱を用いて救助活動を行い3名（内1名は後に病院で死亡）を救助した。護衛艦「ちとせ」が1名を救助した。「第一富士丸」は左に転覆していたため、左側の方により多くの遭難者がおり、他はヨットAが3名、民間タンカーBが13名、護衛艦「ちとせ」が1名を救助した。
午後4時頃、富士商事の社長：穴沢薫らが現場へ急行した。午後4時30分頃、目黒区の宿舎にいた海上幕僚長：東山収一郎に第一報が届く。事故発生当日石川県に滞在していた防衛庁長官瓦力について、自衛隊機はなく民間機を待ったため帰京が遅れ、海上および航空自衛隊の連携が取れないことも表面化した。事故の後、瓦は8月24日に辞任している。
午後6時40分、防衛庁にて事故後初の公式記者会見が開かれ、この時点までに17名が救出されたと発表した。翌24日午前0時50分、海上保安庁警備救難監の辺見正和が乗員乗客48名中19名を救出、うち1名が死亡と発表した。
7月27日、第一富士丸が引き揚げられて新たに20の遺体が発見され、この時点で死者29名、行方不明者1名となる。

### 事故の対応をめぐって
事故は、「なだしお」自身の遭難者に対する消極的にも見えた救助活動ぶり、とくに遭難者や他の民間船救助者らから「潜水艦乗員は甲板に立ったまま見殺しにした」などの「証言」が相次いだことで、世間の大きな注目を集め、その点に批判が集中した。防衛庁の西広事務次官は25日の記者会見で、潜水艦は水上事故を想定していない為その装備がないこと、十分な捜索が出来なかったのはある程度事実だとして、個人的な思いとして救命胴衣を着けて跳び込むこともあって欲しかったと述べた。瓦防衛庁長官も同様な考えを示した。
実際には全く何もしなかったというわけではなく、海自側の説明によれば、例えばなだしおが現場に戻る際に発見した溺者を隊員1名が身をロープにつないで海面に下り救助したとされる。しかし結果的に「なだしお」自身は3名しか救助できず、この点も被害者側の「証言」を裏付けるように受け取られた。これには事故現場の混乱や潜水艦の特性が知られていないことから来る誤解もあったのではないかと言われている。
自衛隊側からは、スクリュー反転による後進で現場から離れたため戻るのに時間がかかった、戻る際に溺者を発見し艦を止めて救助に当たったため戻るのに手間取った、主に乗客が投げ出された左側の反対側に戻ったため右側にいたタンカーに多くが救助された、直ちに隊員が海に跳びこめばスクリューに巻き込まれる恐れがあった、潜水艦の性質上ゴムボートは深く収納され指令塔のハシゴを上がって出すために時間がかかる、潜水艦のボートは救助ではなく最終避難のためのもので大事にするものという意識であったために判断が遅れた可能性、潜水艦の甲板は狭く水面が見えにくく溺者の発見が困難であること、潜水艦は見た目は滑らかだが溶接でデコボコしていてボートを滑り落とすに向かないこと、出された2台のボートも一つは間もなく海面に下ろされ1名を救ったもののもう一つは圧縮ポンプが故障で手動で膨らますのに時間がかかったまま出番を失った等の理由があげられている。
一方で、同年翌月にはペルーで412トンの日本漁船「第8共和丸」と第二次大戦以来の老朽艦ながら1870トンの潜水艦「パコーチャ」が衝突し「パコーチャ」のほうが沈没、浮力の小さい潜水艦は二重構造の船殻内側に浸水すればたちまち沈むことが指摘され、救助より亀裂がないかの点検を優先したのではないかとみる軍事関係者もいた。
事故後「第一富士丸」の船長が海上保安庁の調査に可能となり次第すぐに応じたのに対し、海上自衛隊側はなだしおに対する調査を長時間拒み続け、その間、証拠関連資料に関する不適切な取り扱いを疑われる数々の事態を引き起こしている（後述「マスコミ報道をめぐって」参照）。
事故当時の報道によれば、「なだしお」は艦長が立つ司令塔にスイッチを押すだけで海難を知らせられる無線機（霧中信号）を積んでいながら事故直後に本来出すべき遭難信号を出しておらず、潜水艦の特性上もし自艦による救助が困難なのであれば、出すべき遭難信号を出さなかったことによって、多数の他の船が代わりに救助に駆けつけられる可能性を失わせたのではないかという点も問題視された。また、横須賀海上保安部への連絡が自衛隊内部で連絡する内に遅れ21分もかかったこと、他に、海上自衛隊としての防衛庁長官や首相への報告が遅くなった可能性があること、横須賀市への報告が後日になったこと等も指摘された。
なだしおは僚艦に事故を無線連絡し、それで十分と思ったとされ、これら連絡・信号の遅れについては普段から水中にいて無線通信自体が困難なうえ行動の秘匿性が高く居場所の知れる可能性があるため連絡自体を極力最小限にとどめる潜水艦の習性が影響したのではないかとの見方もある。こののち海自の潜水艦は無線連絡を始めたが、乗員からは潜水艦にとってこれは自滅行為という意見もある。
同年7月26日には潜水艦隊司令官の久保彰が横須賀地方総監部に待機する行方不明者家族に謝罪し、翌7月27日には海幕長東山が総監部の遺体安置所にて遺族らに謝罪した。東山海幕長は24日に「潜水艦は無過失」と発言して世論の反発を買っており、同月27日に自身の発言を艦からの報告に基づくだけのものだったとして釈明した。なお、富士商事側の公表したところによれば、行方不明者捜索がまだ続く中、自衛隊側は「第一富士丸」の引揚費用を過失割合で負担すること、犠牲者の合同慰霊祭の費用を折半することを富士商事に求めてきたという。
なだしおの乗組員のうち、艦長Xら幹部15名を除く乗組員59名について8月2日夜に上陸が許可された。艦長Xは更迭され、8月17日から事故犠牲者遺族のもとを訪問し謝罪した。1989年（平成元年）7月28日、防衛庁は東山海幕長・Xら海上自衛隊幹部15名への行政処分（懲戒処分）を発表した。

#### 引揚を巡る金銭面交渉
当時の報道によれば、第1富士丸の引揚費用について事故翌日の7月24日に富士商事社長は海自横須賀地方総監部で引揚費用を責任負担割合で負担するという書類に判を押さなければサルベージ会社に発注できないし救出捜索に着手できないと迫られ、生存者がいることを怖れた社長は判を押したという。そのため富士商事側は契約の無効を主張した。
さらに海自側は、7月28日になって最初の協定書の引揚作業費用を対策書作業に要した費用にかえ日付を23日付けとする新たな協定書への同意、さらに30日には第1富士丸に関わる費用中7月29日以降のものは全て富士商事の負担とする協定書への同意、翌月3日には合同慰霊祭費用の折半を求めてきたという。横須賀総監部は、24日はサルベージについては富士商事から資力がないので経費分担は後で協議しようと言われて協定書を作成したもの、後日の協定書については自衛隊では処理できない流出油や遺族関係費用について分担を申し入れたもの、慰霊祭について分担が社会的常識と思うが折半の申し入れはしていないと説明した。結局、海自側は第1富士丸の引揚後の1日22万円の係留費用については27日の引揚以降8月1日までは責任割合で負担する（実況検分などもあった）が２日以降は所有者である富士商事の責任と主張し、また急ぎ引き取るよう求める内容証明を富士商事に複数回出している。

### 事故調査
7月25日、横浜地方海難審判理事所はこの事故を重大海難事件に指定し、調査本部を設置した。
横浜地方海難審判理事所の調査が終了せず、検察官の今後の調査も予定されている中、海上自衛隊側が補修のためと称して、勝手になだしおの検分に来て写真などを撮っていき、その行動が隠蔽工作のための関係者証言の口裏合わせのためではないかと、疑惑を招いた。
8月上旬までに、「なだしお」の旋回圏（＝設計上：半径160 m）が明らかにされ、8月13日に洋上検証が行われ、転回圏・制動距離に関するデータを取った。これは防衛庁から任意提出された数値とほぼ同値であった。また8月27日に川崎重工神戸第4ドックで行われた実地検証によって、なだしお側だけでなく、第一富士丸側の過失の存在も明らかになった。
9月29日、横須賀海上保安部が「なだしお」の前艦長Xと「第一富士丸」の船長Yを、業務上過失往来妨害と業務上過失致死傷の疑いで横浜地検に書類送検した。

## 海難審判
海難審判庁は、両者について海難審判を開始した。
1989年（平成元年）7月25日、横浜地方海難審判庁は裁決において「なだしお」側に主因があったとし、海上自衛隊の安全航行の指導が不十分であったことも原因とし、安全航行を徹底するよう勧告を出した。また、「第一富士丸」側にも一因があったとし、同船の所有者の運航管理が不十分であったことも原因とした。「第一富士丸」が受審人（＝被告に相当）で、本件発生の原因である海自・元艦長Xらは自衛官で海技士の資格で運航しているものでなく海難審判法の対象とならず、海難審判では指定海難関係人（いわば証人に相当する）となり、海難審判としては懲戒の対象とならず、勧告の対象となるにとどまる。ために、二審請求権はないが、海難審判理事所理事官側（＝検察側に相当）が元艦長Xに対して何ら勧告が無かったことで、裁決を不服として同年8月1日に二審を請求した。
なお、この審判で定員オーバーについて、事故当日乗船でなかったものの当日急遽現場で操船することとなった釣船の元船長は出航後に、また、釣船所有者の富士商事元営繕課長は事故後に初めて知ったことをそれぞれ述べ、元課長によれば代理店を通じての一括契約で乗客数にかかわらず収入は変わらなかったことが述べられている。
自衛隊第2潜水隊群へ「乗組員への指導が不十分」との勧告も行われ、これは行政処分で罰則はないが自衛隊の組織責任が問われたことは初で悪くとも艦長個人の責任にとどまることを期待していた自衛隊側に衝撃を与えたとされる。
翌1990年（平成2年）8月10日、高等海難審判庁は裁決において、この場合の海上ルールは海上衝突予防法15条の横切り船の規定ではなく39条の「船員の常務」（シーマンシップを含むないし同じとされる。「船員の通常の慣行･経験から必要とされる注意義務」の意味。なお、これを適用した場合は主因がどちらにあるか見極めが難しく過失割合が等分される傾向があるとされる。）によるべきものとした上で、双方の過失を同等とし、自衛隊への勧告を見送った。Y元船長の三級海技士（航海）の業務は1箇月停止とされた（X元艦長は資格更新せず既に資格を失っていたことから、結局その業務資格の処分については判示されなかった。）。また、この事件が多くの被害を出したのは短時間での沈没であったことと、そのため船内にいた人が脱出の機会を失ったこと、また救命胴衣の着用がなく脱出した者も力つきて溺れたことなどが挙げられている。
ところが1992年（平成4年）3月30日、衆院予算委員会の席で社会党松浦利尚議員から、当時の高等海難審判庁長官の小林芳正が自身が審決に参加もしていないこの二審の審判についてオフレコとして新聞記者らに逆転判決になると示唆したことが暴露された。海難審判庁は運輸省外局で長官以下の人事権を運輸省が持ち、この経緯と裁決には海事関係者ばかりか軍事評論家からも「結論が先にあったとしか思えない」「自衛隊に配慮した政治的な裁決」との批判が上がった。
Y元船長は、この裁決は誤っており業務停止は処分権の濫用であるとして、審判裁決の取消を求めて高等海難審判庁を被告に行政裁判を起こした。
すでに刑事裁判（後述）の判決が出ていた中、1994年（平成6年）2月28日に東京高等裁判所は、船長の主張通り海上衝突予防法のルールに基づいて第一原因は「なだしお」にあり、審判庁の主張は認められないとしながらも、Y元船長にも事前に警告信号を出さなかった、「なだしお」の動きを注視しておらず事故防止の協力義務違反がある、「なだしお」の右転行動に気づかず判断を誤った等の過失があるとして、1箇月の業務停止はその処分として相当であるとして、Y元船長の訴えを退けた。このことについてY元船長は「100％の勝訴」と発言するとともに、犠牲者に謝罪の意を示した。

## 刑事裁判
刑事事件として、1990年（平成2年）8月21日、横浜地検が元艦長Xと元船長Yを在宅起訴した。海難審判1審に近く、「なだしお」側に主因があるとした。また、これに先立ち、横浜地検は「第一富士丸」側の船員手帳の船員法違反（保管義務違反）や船舶安全法違反（定員超過など）について、事故との直接の因果関係がないため、この件についてYを起訴猶予処分とした。
1990年（平成2年）9月12日には、海上自衛隊の調査報告書が公表された。内容は高等海難審判庁の裁決を追認しており、なだしお主因説に反論するかたちとなっている。裁判において、X側はヨットAの存在を理由に「二船間での航法規定である横切り船航法は適用できない」とし、海上衝突予防法39条の「船員の常務」（シーマンシップ）(en)を適用し、回避義務はないと主張した。
1992年（平成4年）12月10日、横浜地方裁判所（杉山忠雄裁判長）の判決では、高等海難審判庁のいう「船員の常務」ではなく地方海難審判庁の採った定常航法における「横切り船航法」が採られるべきものとして、避航船である「なだしお」側に主因があると認定した。「なだしお」側の回避行動の遅れ、および、保持船格の第1富士丸側の回避行動の遅れを認め、なだしお元艦長Xに禁錮2年6か月執行猶予4年、第1富士丸元船長Yに禁錮1年6か月執行猶予4年の判決を下した。この判決につき岡部文雄海幕長は主張が容れられず残念と語った。
控訴期限の12月24日、検察・なだしお元艦長・釣り船元船長ともに控訴しない方針を固めたため、判決は確定した。これに伴い、自衛隊法第38条1項2号及び2項に基づき元艦長は失職した。このとき元艦長はあくまで自身の主張が容れられなかったにもかかわらず控訴しない理由について（自身の主張は）海の専門家である海難審判で認められている、あくまで遺族心情に配慮したものであるとした。海自側は全般に心情的には控訴して欲しいが本人自身のこともありやむをえないだろうという姿勢だったという。元艦長が「海の専門家」とした海難審判の二審の結果について第1富士丸元船長が行政訴訟として高裁で争っていたため、この後もこちらの行政裁判は継続した。
なお、後に2年半の休職期間中の給与減額分や本来は本人負担のはずの地裁での弁護士費用について会員一般にも公表しない形で自衛隊員の相互扶助や福利厚生を図る防衛庁の外郭団体である「防衛弘済会」が負担していることが判明した。自衛隊員や防衛庁職員の会費による団体で、会費は退職者記念品や遺族への弔慰金に使われていたが、1989年（平成元年）に規約の福利厚生を拡大解釈する形で部内で全額補償を決め、会員にもこれといって知らせずに行われていた。ただし、1985年（昭和60年）の那覇空港での自衛隊機と民間機の接触事故による航空危険法違反に問われたケースに続く2件目である。また、元艦長が控訴を断念し打ち切るべきはずの1992年12月以降も残務処理があるはずとの理由で続けられていた。

## 賠償を巡る金銭面交渉
事故発生直後、第一富士丸の富士商事からは富士商事が加入していた傷害保険から客1人につき4千万円が支払われること、この事故で会社はつぶれるだろうとしてそれ以上の補償能力はないこと、しかし会社活動が停止しても対応を続けるとの見通しが発表された。富士商事では社員への給与支払いも滞っていたが、船体保険金2700万円が支払われたのを機に元船長が乗組員を代表して会社と交渉、生き残った乗組員全員7人は合意解雇となり、8月24日付けで社員5人が給与3か月分の解雇手当、臨時職員2人に見舞金が支払われた。
事故で亡くなった第一富士丸の乗客28人との防衛庁の和解交渉は1990年（平成2年）2月までに全て終了し総額21億円が支払われた。第一富士丸の乗員犠牲者2人は雇用者の富士商事が第一義的に対応すべきとして当面、補償の対象とせず審判での過失割合の確定を待ち、負担し分担分を富士商事に請求することとした。ただし、同年4月に同社は解散、社長が清算人となった状態である。
生存者11人とは、金額は公表されなかったが平均90万円前後で総額1千万円程度とみられている。防衛庁は医療保障として提示していたが被害者要求を容れて医療補償と慰謝料とし和解契約書の名目は「慰謝料」とし、謝罪の意図を示すこととなった。未補償となっていた最後の一人である死亡した乗務員については遺族と裁判となっていたが、1991年（平成3年）7月、東京地裁で和解が成立した。額は公表されていない。

## マスコミ報道をめぐって
救助された女性（「第一富士丸」のアルバイト乗員）が事故直後の記者会見にて「どうして助けてくれないのと叫んでも、なだしおの乗組員は見ているだけだった」等と激しく非難したことが大きく取り上げられた。このとき、なだしおはわずか10 mほどしか離れていなかったという。また、周囲で救助活動にあたったヨットやタンカーの船長、周囲の目撃者からもなだしお乗組員の救助活動について同様な証言が相次いだ。
また、同じ展示訓練に参加した護衛艦「ちとせ」に乗艦していたフリーカメラマン佐野雅昭の証言として「なだしお」の甲板に救命ボートが2隻出されながら一向に海に出されないことや他にも潜水艦（「せとしお」と思われる）がいたがその艦は救命ボートすら甲板に出していなかったこと、さらに、他の「ちとせ」乗船者の証言として最終的に救命ボートの1隻は海に出されたものの1隻はそのままであったこと等が報道された。自衛隊側は「なだしお」の救命ボートの1隻は器具の不調で圧縮空気の送込が機械で出来ず手動で行ったことを説明、結局完了したときには不要となった、つまり、その時点では艦の周囲で救けを求める者は少なく影響はなかったとの主張を行った。また、救命ボートはモーターが付いているわけでなく、手漕ぎであったという。なお、潜水艦は構造上ボートは比較的奥に収納し搬出するのにも時間がかかるとされる。ボートは2年に一度点検することになっているが、前回点検は1986年4月に行っており、9月のなだしお本体の総点検に合わせて点検の予定だったという。
また、「第一富士丸」の船長が海上保安庁の調査に救助後病院で手当てを受けた後で直ちに応じた（午後7時頃）のに対し、海上自衛隊側は当初は艦長は現場で救助活動にあたっているとして、さらに夜間に入っても現場にとどまっているとして海上保安庁による「なだしお」の艦長の調査を拒み、午後11時40分頃になって海上保安庁が取調官を派遣する形でようやく始まった。海上自衛隊の捜査への非協力的な姿勢は、その間に証拠隠滅･関係者の口裏合わせ等の様々な偽装工作を図ったのではないかとの疑念をもたれ、マスコミから批判を受けた。また、当日のテレビニュース等では刻々、夜に入っても艦長の事情聴取が始まらないことが報じられ、海自が法・司法当局や国民を侮り、衆目注視の中で平然と証拠隠滅。口裏合わせの作業が行っているような印象を視聴者に与えた。海自横須賀地方総監部の新井幕僚長は、なだしおが長く現場にとどまったのは釣り船の沈没位置を見失わないためと説明したが、そのためならば重しをつけた標識を立てればすむはずとの疑義が出ている。事故当日には神奈川県警は海自横須賀地方総監部と富士商事への捜索令状と両艦船長の逮捕令状を取得していたが、結局、執行されないままに終わった。
結局、海上保安庁は、当日深夜0時頃（午後11時過ぎとも）「なだしお」艦内で艦長への事情聴取をようやく実施、さらに翌日、自衛隊横須賀基地総監部に海上保安庁関係者が出向いて、艦長と自衛隊側関係者3名の聴取を実施した。刑事捜査に詳しい学者らからは調査開始が何時間も遅れたことやとくに後者の出向いての調査には批判が強く、海保側が海自に気兼ねをしたのではないかとの疑問の声があがった。海上保安庁は、直後は相手が救助活動を優先したためやむを得ず海自側から拒否されたわけではない、2回目の調査は潜水艦の実況見分もあり便利であったことと横須賀の海上保安部には調べ室が2部屋しかなく窮屈だったから、海自側の第三者は立ち会わせていないため問題はないとの説明を行い、海自側への配慮を否定した。しかし、その後の推移をみると、海保側がなだしお艦長らを海難審判などに問うや、自民党の防衛族議員らから海上保安庁や同庁を管轄する運輸省に追及の矛先を露骨に向けられ、自民党の国防部会の会議に防衛族議員らによって運輸省の事務局員が複数回にわたって呼びつけられ、運輸省の安全指導や当日の海上保安庁巡視艇の落ち度がなかったかを追及されるなどの羽目に陥っている。
異変に気付いた民間船が多数の遭難者を助けたのに対し、「なだしお」が3名しか救助できなかったことが非難されたが、海上自衛隊自身は、衝突の後通り過ぎ、遭難者を傷付けないよう低速で戻りながら、発見された人間を都度救助しながら十数分かかって戻ったため、少なかったものと説明している。
海上保安庁長官は、「なだしお」乗組員が直ちに救助活動をしようとしなかったとの「第一富士丸」の女性乗員の発言は事故直後の興奮による誤解であったと表明している。ただし、民間被害者らは中傷や脅しに晒される状態でとくにその女性乗員はその渦中に立っていて、また、他の目撃者からはその後も一貫して当初の女性発言を否定するような証言は出ていない。
一方、潜水艦側に不利な証言をしていたヨットの艇長のもとには脅迫が来たり、事故遺族のもとには新聞に名が出るたびに「自衛隊の悪口を言うな」との電話が来るような事態であったという。また、「第一富士丸」の船長は乗客サービスとしてあるいは当時19歳のアルバイト女性の乗員に「潜水艦を見せてやる」といって、自ら潜水艦に近づいたのだといった中傷が流れ、これは後の海難審判の頃も続いたが、裁決や判決の認めるところとなっていない。既に7月29日には潜水艦側の非が明らかになりつつあり、そのため事故対策本部長となった橋本龍太郎幹事長代理（自民党）は党内の防衛関係議員を中心とする自衛隊を擁護する言動について敢えて苦言を呈している。また、国際的には軍艦が優先するのが常識だとの非難も行われたが、これは否定され、また、旧海軍時代においてすら『操艦教範』で衝突予防法上特権を有するものではないことが記載されていたことが指摘されている。
その後、10月11日に参議院内閣委員会で板垣正自民党議員が取上げ、山田隆英海上保安庁長官は女性が助けを求めたのは事故発生30秒後でこのとき「なだしお」は後進をかけていてすでに衝突地点から離れていたため自衛隊員が声や姿を確認するのは困難だったはずとして救助義務違反がなかったことを改めて言明した。
なお、7月26日に朝日新聞が横須賀の米海軍に質問状を出したところ、同日中に海軍報道部は事故について海上自衛隊当局から連絡を受けて23日の事故数分後には知ったとの回答を文書で寄せたが、米海軍側は翌27日昼前になって先の回答は誤りで知ったのはテレビニュースによると訂正してきたという。自衛隊側も公式には米海軍が海上保安庁や防衛庁長官より先に知ったということはありえないと否定するが、自衛隊内部にはありうるとする声もあるという。

### 航泊日誌の「改竄」

#### 事実概要
艦長の第一報に基づいて衝突時刻は15時38分ごろとされていたが、自衛隊側から潜水艦の航海日誌に基づいて15時40分と主張された。しかし、どちらが正確であったかは別として、この記録が書き換えられたものであることが後に判明、さらに、それに合わせて他の書類が書き換えられたり、異常な形で必要な部分が紛失したことが判明し、自衛隊側の組織的な隠蔽工作が行われたことが疑われる事態となった。
当初、X元艦長は37分頃「前進強速」を命じていたが、これは第1富士丸の前を通過しようとしたものとしていた。また、海自側は衝突しそうになり後進をかけたが1、2分後に衝突したと説明していた。衝突が38分ならば直後にぶつかったことになり責任が重いが、40分ならば事故原因が衝突直前に左転してきた第1富士丸にあると主張しやすくなり、速力受信簿に合わせて衝突時刻が38分であった航海日誌を40分に改竄したという見方が出てきた。
1989年（平成元年）11月15日、自衛隊の内部文書や地検の追及を受けたなだしお乗組員の証言からX元艦長らが航泊日誌を書直させ、その中で衝突時刻について2分遅らせ「午後3時40分」としていたこと、かつ内規に背いて原紙を処分していたことが発覚した。食い違いがあったとき、合わせるために書き直しはよくあることともされるが、訂正印を押しての修正等ではなく消しゴムでは跡が残るとして１ページ分を清書しなおし張り替えたものであること、内規に反して元資料が廃棄されていたこと、海図等の他資料のほうをそれに合わせて書き直す状況でありながら寧ろ速力通信受信簿に合わせたこと（これもいわば自称で、この速力通信受信簿自体の該当ページが紛失していることが後に発覚する）、自身の時計を見た部下が海図も根拠に異論がでたもののX元艦長が押し切ったこと等が報じられた。もともと衝突時刻は38分とされていたが元艦長の
海自側は一貫して衝突時刻について「午後3時40分」説を主張したが、後の刑事裁判では海自関係者のこの主張は信頼性が無いとして否定されている。また、書加えも行われていたことも発覚している。
この問題は11月16日の参議院内閣委員会で取り上げられ、日本社会党の山口哲夫らは、X元艦長および航泊日誌に関与した乗員2名の証人喚問を要求した。
この事態を受けて供述を見直す必要があるとの世論の意見が高まる中、海難審判の二審において、関係者の証人尋問の中で、航泊日誌に合わせて、事故の後日にレーダー記録・海図が書換えられていたことが明らかになっていった。艦長は海図の書換えについては部下が勝手にやったことと主張していたが、部下からは航泊日誌の書換えを命じられた、幹部が原本廃却を行ったようだとの証言も現れるに至った。
さらには、事故当時、なだしおには第2潜水隊司令が同乗しており、彼によって当日の「速力通信受信簿」5枚が司令部に持ち出され、その内の4枚がそのまま紛失したことも明らかになった。まさにマスコミが口裏合わせを行っていたのではないかと批判する事故当日の海上保安庁の調査に応じなかった時間の中で、「なだしお」に同乗していた第2潜水隊指令の指示で当日の「速力通信受信簿」5枚が司令部に持ち出され、その内の4枚が海上保安庁による調査の時点では既に無くなっていたのであり、それを事故当時の副長が証言している。なだしお艦長の下での航泊日誌の書換えは、この第2潜水隊司令による持出しの後に起きている。「速力通信受信簿」で最後に出てくる時刻は37分の「前進強速」までであり、そのあとが原本では失われている。
これらの証拠書類の書換え・紛失は、地検の捜査を通じて「なだしお」関係者が隠しきれなくなり自供するような形で露呈した。また、海自側の内部調査でも判明、これが朝日新聞にすっぱ抜かれることとなった。その結果、書換え自体を隠していたことや証拠となる原資料を廃棄していたことの批判、さらに供述の再調査が必要とのマスコミ･世論等の声が高まる中で、海難審判の二審でもその事実が明らかにされていった。
後の刑事事件の公判の証人尋問では、「検事から航泊日誌の貼り替えられた痕跡を突き付けられ認めざるを得なかった」と取調べについて述べていた「なだしお」関係者らが、ことごとく自身の供述調書を翻し、“違います” “分かりません”と否定してとぼけ、事前に組織的な発言統一があったとしか思えないような事態が起きた。
1989年12月27日には、弁護士らがX元艦長と航海科員を証拠隠滅罪・虚偽公文書作成罪で横浜地検に告発したが、検察は立件困難とみて不起訴処分としている。検察審査会に異議が申し立てられたが、これも退けられている。
当初、防衛庁は「なだしお」通信士の打電に基づいて衝突時刻を15時38分としたが、X元艦長は航海日誌や速力通信受信簿に基づくとして15時40分を主張した。
なお、2分の書換え自体には、あまり意味は無かったのではないかとの見解もあるが、実際にはこれは審判や地裁で価値がないと看做され証拠として取られなかったためである。元艦長は、衝突時刻が遅いほうがなだしおが右転し終わった後に第1富士丸が左転してきて衝突したことになり有利と考えたとの見方がある。実際に、事故発生間もない時日では、記録書き変えを知らなかった海上保安庁は「なだしお」が最新レーダーを持つことからその記録に基づくものであることを前提に、事故発生時刻が15時38分であれば艦長が第1富士丸を初認した距離が供述の半分の千メートル余となることから事故時刻を15時40分と一時見始めていた。
海上自衛隊の規則では書き直す場合には線を引いて消し、その横に書き、訂正印を押すことになっており、また、用紙を替える場合は古いページに貼り付け割印を押すことになっていた。ところが、海難審判において、当時の水雷長はX元艦長が航海科員に書き換えを命じ、連番の載っている当日最後のページに欄が不足していたため既に予備紙が追加貼付され記事が書き込まれていたがそれを剥ぎ取り、艦長が自ら原案となる文を下書きした上で担当者に予備紙に清書させたこと、さらに、水雷長自身が破り取られた原本をシュレッダーにかけて処分した事実を認めた。当時の自衛隊では不祥事隠蔽のため改竄が横行していた現状を指摘するマスコミ報道もある。清書が済むところまで艦長は見届け、書き直されたページは当日最後のページに改めて貼り直されたとされる。
X元艦長は、事故発生時刻（衝突時刻）の確認の際、時刻を統一する必要があり航泊日誌に抜けている箇所が多く慌てたためであろうとして速力通信受信簿の「15時40分」を採用したものだったとし、意図的なものであることを否定、これは改竄ではなく清書だったと主張している。（この速力通信受信簿はその後最終5ページほどが原本でありながらコピーだと思ったと称して持ち出され、そのまま最終4ページが紛失している。）
また、「なだしお」が釣船の回避行動をとったのは艦長は距離が600 - 700メートルの地点だったと艦長は主張したが、その時点であれば回避が間に合うことから実際に回避行動が取られたのは300メートル前後以下とみられた。しかし、艦長は一貫してこれも600 - 700メートルの地点を主張、審判では艦長のみが主張し、彼の部下らと釣船側が一致するという形になったが、後の刑事裁判では、艦長部下らはいったん彼ら自身が署名した調書を翻し、艦長主張に同調する形となった。

#### その他の問題
具体的な海上自衛隊員の不適切な対応には、地検の取調べによりなだしお乗組員らから事実上の自供も出てきたものの、自分はコンパスを注視していて汽笛については気付かなかった、何回鳴ったか分からない、といった形で、関係者らの庇い合い･口裏合わせとその妥協の結果のような証言も多く、実際に地裁判決は艦長らなだしお側関係者の証言を、たびたび「そのようなことは考え難い状況であった」として否定している。
上村淳は著書『なだしお事件』（第三書館）で「なだしお」が船で混み合う湾内で最大戦速を出す運転（N1運転）の試験をしようとしていた可能性を指摘、この点は裁判でも検察官に追及されたものの、既に事故から日にちも経っており、マスコミにはほとんど無視される形で終わったという。事件直後の証言では、なだしおはヨットと遭遇した際に減速したとするがヨット側はむしろ加速してきたと語っている。地裁判決では、これについても「当時N1運転の予定があったものの、敢えてそれを実施することは考え難い状況であった」とされた。しかし、外洋でエンジン不調のために出来なかったN1運転を横須賀港でなら失敗しても技術者を呼び寄せるなり艦を曳航するなりして対応できるので決行したというのである。後にジャーナリストの取材に、操舵手はハウリングは実際には無くN1運転試験の実施を意味する“運転室配置よし”という言葉と重なったため聞き取れなかったと記憶していたが、海上保安庁や検察庁の事情聴取に本当のことを言えなかった、と語っている。

#### 隠蔽疑惑を呼んだ行動の動機について
海上自衛隊が、ここまでなだしお艦長をすぐに事情聴取に出頭させず、また、その後も庇い続けたとみられる行動の理由としては、事件当初の頃から、X艦長が地味な潜水艦乗りから海上幕僚長が出るとしたらXしかいないと言われたほどの逸材で海上自衛隊も守りたかったとする説、自衛隊戦闘機と全日空機が衝突し全日空機の乗客・乗員162名全員が亡くなった全日空機雫石衝突事故がすでにあり防衛庁は謝罪したものの、結局、自衛隊への非難は和がずに隊員の士気も低下、なによりも自衛隊の予算査定に影響したので、なだしお事件では出来る限り正当化できることは正当化して主張しようとしたという説があった。
さらに、ルポライターの上村淳によって、混雑した東京湾で実施するには危険な先述のN1行動をあえて行ってしまった可能性も指摘もされている。潜水隊司令がなだしお号に”同乗”していたこと、もしN1行動がとられていれば、その裏付け証拠となりうる可能性のあった「速力通信受信簿」をその隊司令が持ち出し、そのまま”紛失”していることからジャーナリスト永瀬隼介の調査によれば、実際には、東京湾でN1行動計画が試みられり、それを隠蔽するための口ウラ合わせをしていた可能性もある。

## 影響
この事故がきっかけとなって、遊漁船業の適正化に関する法律が制定された。
浦賀水道では当時第三海堡が残っていた。戦後、同水道の往来が活発になると海難事故多発の要因として挙げられ、船舶からは撤去が望まれていたが、漁業関係者からは魚礁代わりとして絶好の漁場として存続が望まれていた。この事故の影響で一時撤去が検討されていたが流れ、結局2000年（平成12年）になって撤去が決定した。
同年秋に行われた翌1989年度入学の海上保安大学校の受験者数が5年ぶりに増加に転じた。この事故により、存在がクローズアップされたためと推測された。